# Enicospilus henrytownesi
Enicospilus henrytownesi là một loài tò vò trong họ Ichneumonidae.